# Ратови дијадоха
Ратови дијадоха или Ратови Александрових наследника (грч. Πόλεμος των Διαδόχων, Polemos ton Diadochon) били ратови вођени од 322. п. н. е. и 275. п. н. е. између генерала Александра Великог и држава које су биле освојене од стране њега.

## Позадина
Када је Александар Велики умро (10. јун, 323. п. н. е.), оставио је иза себе огромну империју која је састављена од многих суштински независних територија. Александрова империја простирала се од Македоније, уз грчке градове које је још и његов отац освојио, до Бактрије и делова Индије на истоку. То укључује Анадолију, Левант, Египат, Вавилонију, и Персију.
Без изабраног наследника готово одмах је био спор међу генералима о томе ко би требало да буде његов наследник. Мелагер и пешадија подржали су кандидатуру Александровог полубрата, Филипа III Аридеја, док је Пердика, водећи коњички командант, подржао да се чека рођење Александра, сина Александра Великог. Компромис је постигнут — Филип III Аридеј треба да постане краљ, а требало би да заједно владају са дететом Роксане, Александром IV. Пердика је регент целог царства са својим поручником, Мелагером. Убрзо, међутим, Пердика је убио Мелагера и друге лидере пешадије и преузео потпуну контролу.
Други генерали који су подржали Пердику били су награђени у Вавилонској подјели:
- Птолемеј добија Египат
- Лаомедон добија Сирију и Феникију
- Филота добија Киликију
- Питон добија Медију
- Антигон добија Фригију, Ликију и Памфилију
- Лисандар добија Карију
- Менандар добија Лидију
- Лизимах добија Тракију
- Леонат добија Хелеспонтску фригију
- Неоптолем добије Јерменију
- Антипатар и Кратер заједнички владају Македонијом и Грчком
- Еумен добија Кападокију и Пафлагонију

Пердика је на истоку оставио режим исти какав је био.

## Ламијски рат
Вест о смрти Александра Македонског стигле су до Грчке. Почео је устанак, тзв. Ламијски рат. Атина и остали градови су се удружили и опколили тврђаву Ламију у којој је био Антипатер. Антипатеру је било лакше по доласку Леостенових сила. Леостен је погинуо у бици. Рат није завршен док Кратер није дошао из Мале Азије и поразио устанике у бици код Кранона.

## Први рат дијадоха (323. п. н. е. — 320. п. н. е.)
Убрзо је избио сукоб. Пердикин брак са Александровом сестром Клеопатром навео је Антипатера, Кратера и Птолемеја да се удруже у побуну. Стварни узрок за избијање рата је био Птолемејева крађа Александровог тела и његовог преношења у Египат. Иако је Еуменус поразио побуњенике у Малој Азији, у бици у којој је убијен Кратер, све је било узалуд, јер је и сам Пердика био убијен од стране својих генерала: Питона, Селеука и Антигона током инвазије на Египат.
Птолемеј склапа споразум са Пердикиним убицама. Питон и Архидеј постају регенти. Убрзо они склапају споразум са Антипатером. Антипатер постаје регент. Антигон задржава Фригију, Ликију и Памфилију. Птолемеј задржава Египат. Лизимах је задржао Тракију, док су Пердикине убице добили дјелове истока. Селеук је добио Вавилон, а Питон Медију. Антиген добија Елам. Антипатер је задржао европски дио царства, а Антигон са најјачом армијом истока је имао сличну позицију у Азији.

## Други рат дијадоха (319. п. н. е. — 316. п. н. е.)
Антипатер није свог сина Касандра именовао регентом, него Полиперхона. Када је он умро, између њих двојице избија рат у који се мјешају и други дијадоси. На Касандрову страну стају Антигон и Птолемеј Сотер, док Полиперхону помаже Еумен. Полиперхон је потиснут из Македоније. Он бјежи у Епир са Александровим сином. Тамо добијају помоћ Александрове мајке и освајају Македонију. Убрзо Касандер враћа Македонију под своју власт. Послије битки, Еумена убијају његови војници и Антигон постаје још моћнији господар западног дијела царства.